# Pirikitská Alazani
Pirikitská Alazani (gruzínsky პირიქითი ალაზანი, Pirikiti Alazani) je řeka v Gruzii, v historické oblasti Tušetie, okres Achmeta. Je 46 km dlouhá, povodí má rozlohu 368 km². Oblast tvořená údolím řeky se nazývá Pirikiti.

## Průběh toku

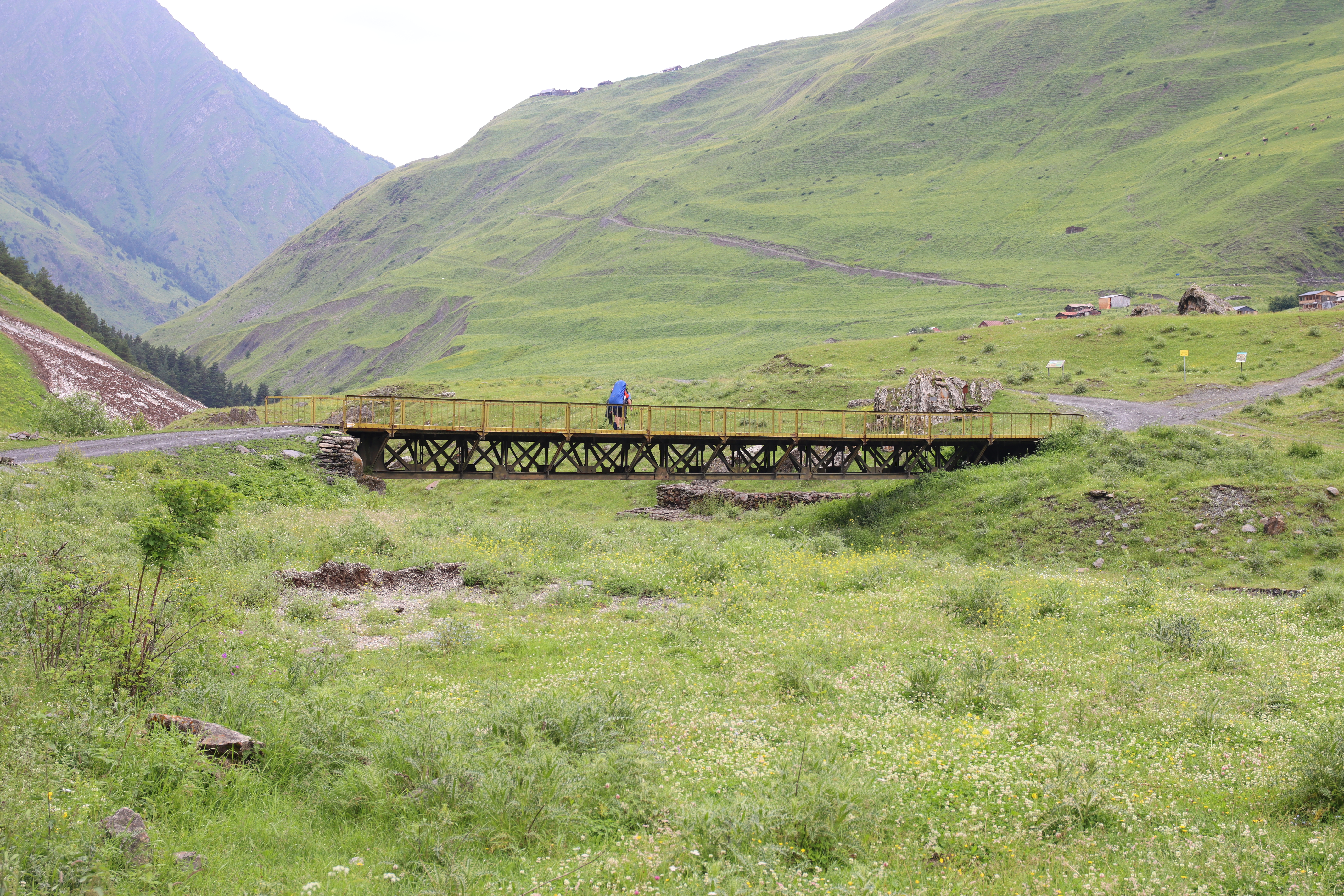
Most přes řeku u Dartla

Vzniká soutokem několika zdrojnic (Larovanickali, Kvachidisckali) u osady Girevi na východním svahu hřebene Acunta, který spojuje hory Didi Borbalo na Hlavním kavkazském hřebenu a Tebulosmta na Bočním kavkazském hřbetu. Od soutoku s Thušskou Alazani pokračuje jako Andijské Kojsu.

## Vodní režim
Průměrný roční průtok činí 10,2 m³/s. Na jaře proteče 34 % celkového ročního průtoku, v létě a na podzim 56 % a v zimě 10 %.